# Людовик IX Святий
Людо́вик IX, також Людовик Святий (фр. Louis IX, Saint Louis; 25 квітня 1214, Пуассі — 25 серпня 1270, Туніс) — король Франції з 1226 року; очолював сьомий та восьмий хрестові походи (під час останнього він помер), що закінчились провалами. Єдиний з королів Франції, зарахованих до святих римською церквою.

## Життєпис

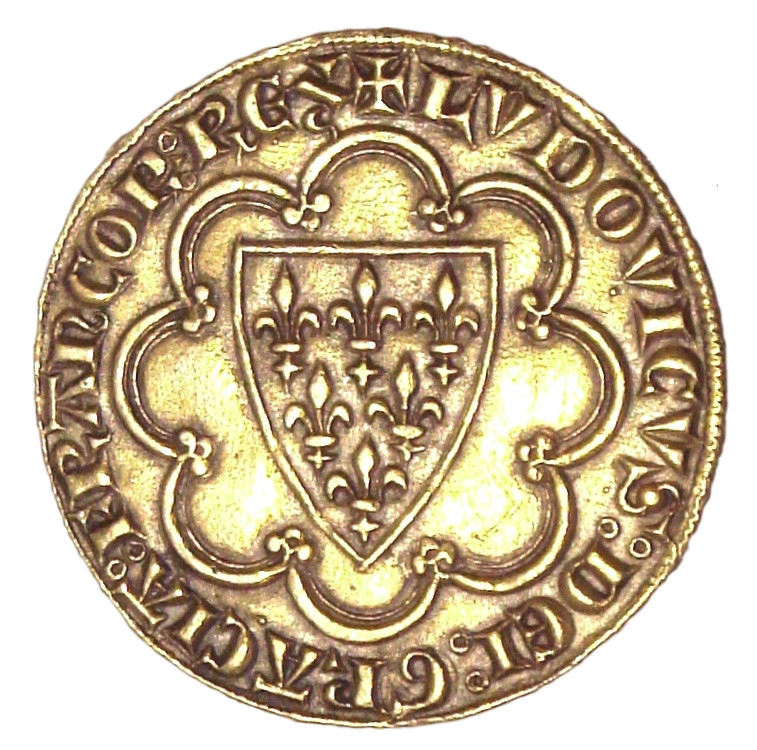
Перше золоте екю, викарбуване Людовиком IX в 1266 році

Людовикові було одинадцять років, коли 8 листопада 1226 року помер його батько Людовик VIII Лев. Того ж року його коронували в Реймському соборі, але до досягнення повноліття його мати, Бланка Кастильська, керувала Французьким королівством як регент. Не існує точної дати, коли Людовик остаточно перебрав владу — він і його мати протягом певного часу керували державою спільно. Історики сходяться на думці, що з 1234 року Людовик почав правити як король з його матір'ю в ролі радника, ким вона й залишалася аж до її смерті в 1252 році.
Людовик IX провів військову, грошову і судову реформи. На території королівського домену верховною судовою інстанцією став Паризький парламент. Низку кримінальних, а також політичних справ було передано у виняткове провадження королівського суду. Людовик IX прагнув замінити феодальну військову повинність найманими військами, і це йому частково вдалося. Були заборонені приватні війни, встановлено правило «40 днів короля» між оголошенням війни та її початком — за цей час супротивники могли одуматися, а сеньйори, що опинилися перед загрозою військового конфлікту, могли апелювати до короля.
Людовик IX почав випускати королівську монету з високим вмістом золота (екю) і срібла (турський грош), яка поступово витіснила різні види монет, що карбували феодали й міста в королівському домені. На цілій території було впроваджено єдину монетну систему, а в інших областях королівства королівська монета повинна була обертатися разом з місцевими та незабаром стала витісняти їх з обігу.
Людовик IX виступив організатором 7-го і 8-го хрестових походів, під час 7-го походу він потрапив в полон (в 1250 р.) до єгипетського султана, потім його звільнили за великий викуп. Людовик IX вирізнявся побожністю і справедливістю, за це він отримав титул «Святий». Людовик IX помер під час 8-го хрестового походу в Тунісі начебто від чуми. Але є припущення, що це міг бути амебіаз, який тоді був поширений у Північній Африці, але практично відсутній в Європі, через що на цю хворобу часто тяжко хворіли хрестоносці.

## Родина

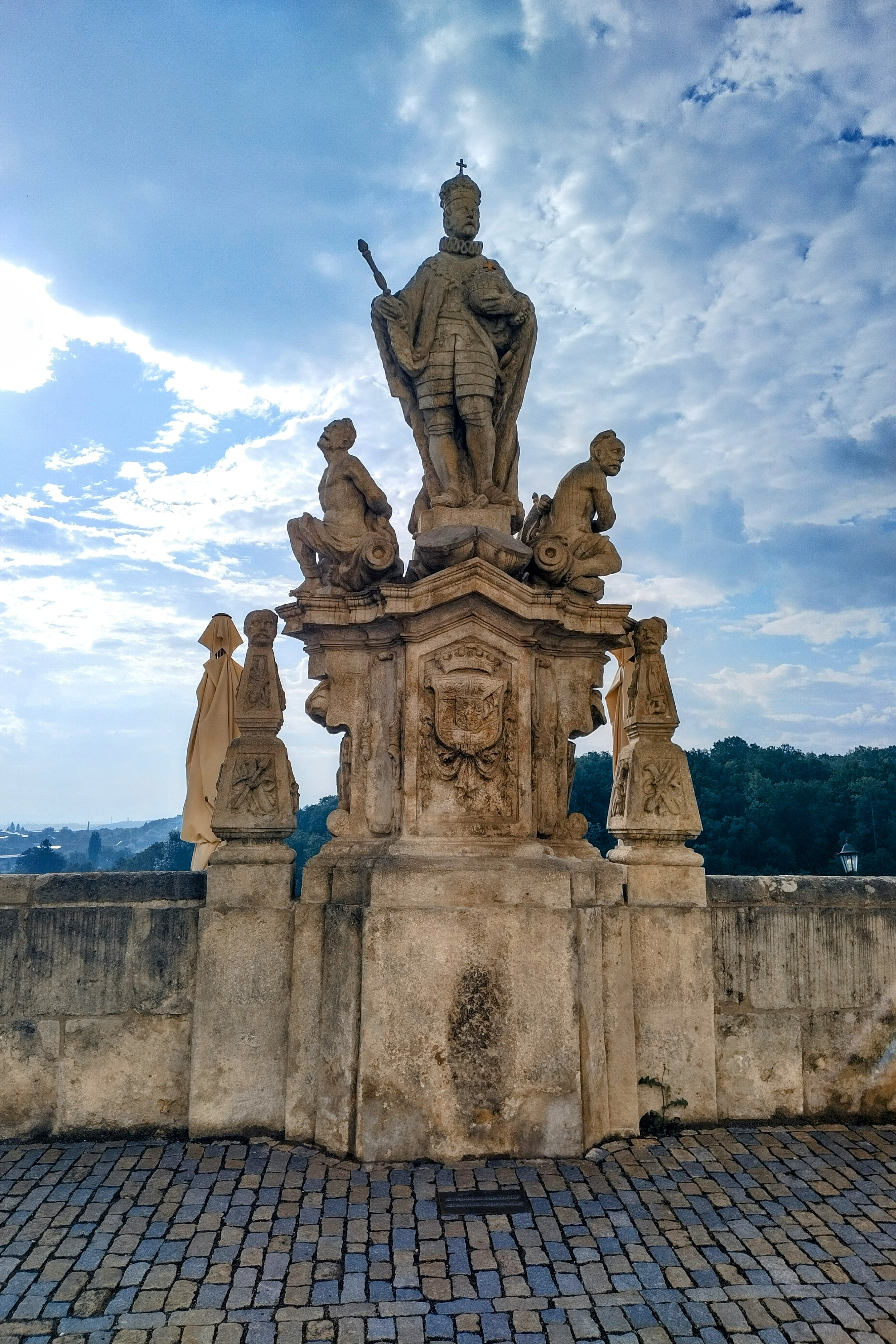
Статуя Св. Людовика IX біля Єзуїтського колегіуму, Кутна Гора

Дружина — Маргарита Прованська (1221—1295), старша дочка Раймунда Беренгера IV, графа Прованського.
Діти:
- Бланка (1240—1243) — її народження було радісно зустрінене королівським двором, оскільки воно відбулося після двох викиднів та шести років шлюбу батьків. Померла у 2-річному віці[3]. Її поховали в абатстві Роямон, але її останки були передані в Сен-Дені в 1820 році[4].
- Ізабелла (1242—1271) — королева-консорт Наварри, дружина Теобальда II.
- Людовик (1244—1260) — спадкоємець французького трону від народження до смерті у 15-річному віці.
- Філіпп (1245—1285) — король Франції з 25 серпня 1270 року.
- Іоанн (1248) помер відразу після народження.
- Іоанн-Трістан (1250—1270) — супроводжував батька під час восьмого хрестового походу, але армія стала жертвою епідемії дизентерії. Жан Трістан був одним із жертв і помер 3 серпня 1270 року[5].
- Петро (1251 — 6 квітня 1283)
- Бланка (1253–1320/1322)
- Маргарита (1254—1272) — герцогиня-консорт Брабанту, дружина герцога Іоанна І. Померла при пологах.
- Роберт (бл.1256 —1317) — граф Клермон-ан-Бовезі, граф-співправитель Шароле, сеньйор-співправитель Бурбону та Сен-Жусту, королівський камергер. Засновник династії Бурбон.
- Агнеса (бл. 1260 —1325) — герцогиня-консорт Бургундії, дружина герцога Роберта ІІ.

## Вшанування пам'яті
Ім'я Людовика увічнене в численних географічних назвах у всьому світі, наприклад, у назві американського міста Сент-Луїс.

## Канонізація
Канонізований Католицькою церквою в 1297 році.